# Hermann Fauser
Hermann Fauser (* 1874 in Heilbronn; † 1947 in Tegernsee) war ein deutscher Designer und Bildhauer.
Fauser war ein Sohn des Modelleurs Louis Fauser, der bei der Silberwarenfabrik Peter Bruckmann & Söhne in Heilbronn angestellt war. Er studierte in Karlsruhe und Stuttgart.
Bald nach der Weltausstellung in Paris im Jahr 1900, bei der Kayserzinn sehr erfolgreich war, begann er bei Engelbert Kayser zu arbeiten. Die Arbeit in Kaysers Atelier dauerte etwa fünf Jahre. Etwa ab 1906 war er Hilfslehrer und später Lehrer an der Fachschule für Metallindustrie in Iserlohn. Bei der Ausstellung des Deutschen Werkbundes 1914 in Köln waren Arbeiten Fausers zu sehen. Ab 1923 war er Professor an der Städtischen Handwerker- und Kunstgewerbeschule in Hildesheim. 1934 zog er nach München und 1935 beendete er seine Arbeit als Professor.

## Werke
- Dehnsen, Gefallenenehrenmal an der Kapelle (1929)[6]